# Nicolaes Witsen
Nicolaes Witsen (Amsterdam, 8 mei 1641 - aldaar, 10 augustus 1717) was een Nederlands cartograaf, verzamelaar, schrijver en diplomaat. Tussen 1682 en 1706 was hij dertien keer burgemeester van Amsterdam. Vanaf 1693 was Witsen bewindhebber van de VOC. Daarnaast was hij gedeputeerde ter Staten-Generaal.
Witsen was (sinds 1689) lid van de Royal Society en een bevlogen liefhebber van wetenschap. Hij raadde de Russische tsaar Peter de Grote aan de handel met Perzië via de Kaspische Zee te laten verlopen en de handel met China via Siberië.
Hij was een telg uit de familie Witsen. Dankzij zijn hoge positie kon hij een aantal zeer grote onderzoeken op touw zetten, die vooral gericht waren op het stimuleren van de handel overzee. Aan zijn boeken en kaarten die hieruit voortvloeiden bleef hij zijn leven lang werken.

## Biografie
Nicolaes Witsen was de middelste van vijf zoons van Cornelis Jan Witsen (raad van de admiraliteit van Amsterdam, burgemeester en schout van Amsterdam, bewindhebber van de West-Indische Compagnie) en Catharina Opsie.
In maart 1662 hield Nicolaes Witsen aan het Amsterdamse Athenaeum ter afronding van zijn opleiding een disputatie, waarin hij de invloed van kometen op het aardse heil bestreed. De invloed van zijn neef Joannes Hudde mag niet onderschat worden.
In 1664 en 1665 reisde Nicolaes door Rusland, samen met Jacob Boreel en kreeg van Jacobus Golius, als oud-student, een lijst met vragen mee. Witsen constateerde in zijn dagboek dat niemand zich daar met kunst of wetenschap bezighield. Hij bracht in het geheim een bezoek aan de verwilderde patriarch Nikon. Witsen maakte aantekeningen over het vereren van iconen en het belang van de heilige Nicolaas. In 1666 vertrok hij op zijn grand tour naar Frankrijk en Italië. Witsen bracht een bezoek aan Melchisédech Thévenot. Via Lyon kwam hij in Milaan, Florence, Rome, Turijn terug in Lyon. Via Genève, Bazel en Frankfurt kwam hij weer naar Amsterdam.
Vervolgens studeerde hij rechten aan de Leidse universiteit. In 1674 huwde hij met Catharina de Hochepied, de dochter van een vermogende Waalse predikant. Het echtpaar kreeg vier kinderen, die vroeg stierven.

## Over scheepsbouw
Hij schreef Aeloude en hedendaegsche Scheeps-bouw en Bestier, in 1671 gepubliceerd met door hemzelf ontworpen prenten. Dit was een boek over scheepsbouw dat al gauw als standaardwerk werd gezien. Het boek is een opeenhoping van feiten en werd gelezen door veel geleerden, waaronder Steno. Hierdoor ontstond een correspondentie met tsaar Peter de Grote, die zijn vloot wilde moderniseren naar West-Europese standaard. Dit leidde tot de bestelling van een aantal oorlogsschepen bij Amsterdamse werven. Als dank verkreeg Witsen door middel van een oekaze het recht om met Rusland handel te drijven. Vanuit Moscovië is graan, hout, talk, teer en huiden naar de Republiek verscheept.
Heden geldt zijn werk, tezamen met De Nederlandsche Scheeps-Bouw-Konst Open Gestelt (1697) van Cornelis van Yk, als de belangrijkste bron over de Nederlandse scheepsbouw in de 17e eeuw.

## Over cartografie

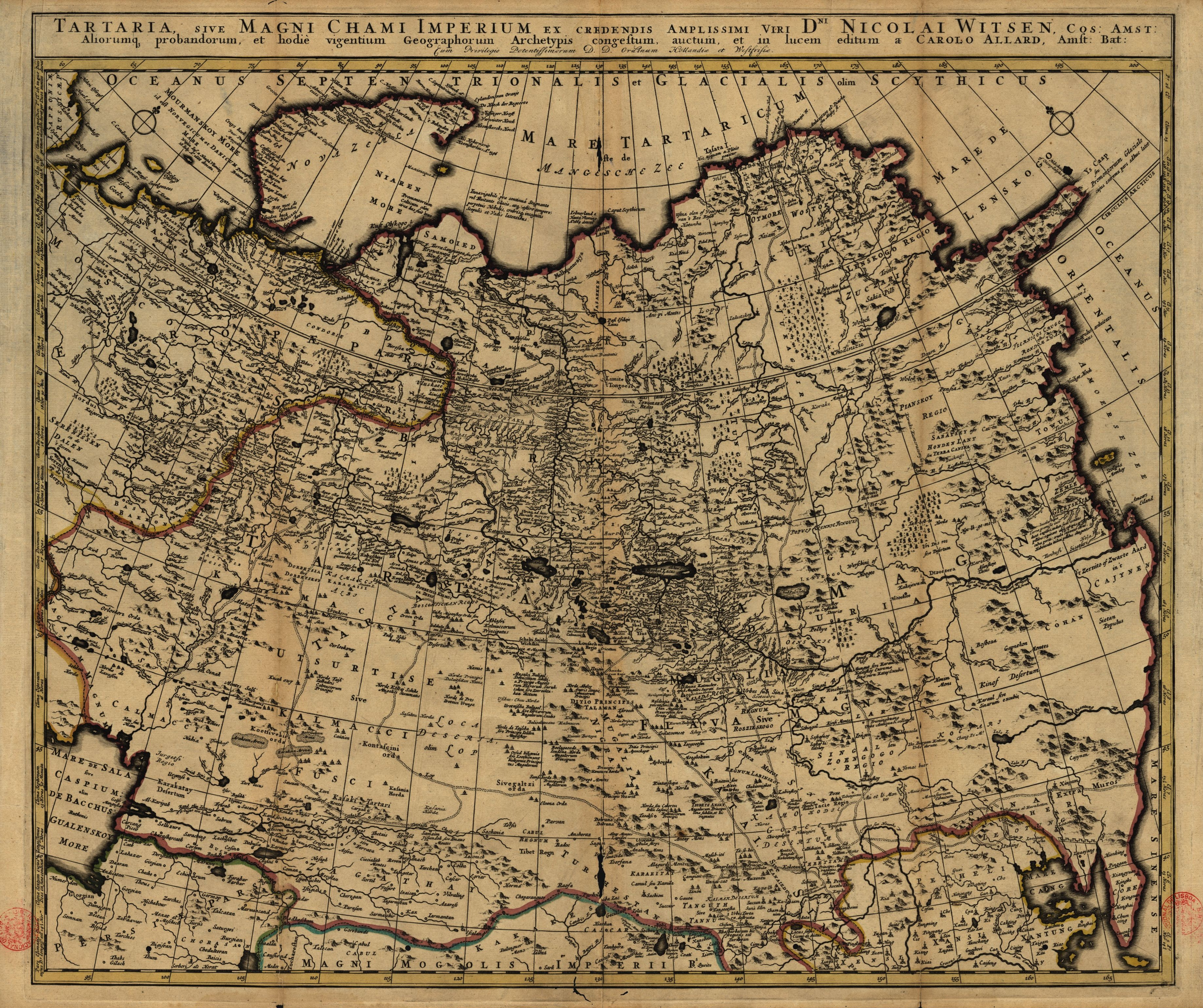
Witsens kaart van Tartarije (Siberië)

Witsen publiceerde in 1690, vijfentwintig jaar na zijn reis naar Moskou, de eerste kaart van Siberië en het commentaarboek Noord en Oost Tartaryen, waarin hij Siberië en de omringende landen beschreef (1692/1705). Dit was de eerste diepgravende Nederlandse studie over Rusland uit die tijd. Hij maakte daarbij gebruik van kaartmateriaal dat hij verkreeg van Andrej Winius. Winius, zoon van een naar Rusland geëmigreerde Amsterdamse koopman, was een ver familielid van Witsen, en hij schopte het tot Postmeester-Generaal van het Russische Rijk. Hij was als geen ander in staat om de nieuwe geheime manuscriptkaarten in te zien en een onopvallende correspondentie te voeren met Witsen. Dankzij Winius werd Witsen in Europa beroemd als de cartograaf van Siberië.
Witsen was de laatste die het logboek van Hendrick Cornelisz Schaep, de kapitein van de Breskens in handen had. Hij was betrokken bij de expeditie van Willem de Vlamingh om de westkust van Terra Australis in kaart te brengen.
Witsen had veel contact met Isaac Vossius over Nova Zembla, dat toen nog niet als eiland werd beschouwd. Later zou de vriendschap omslaan in vijandschap.

## Als burgemeester

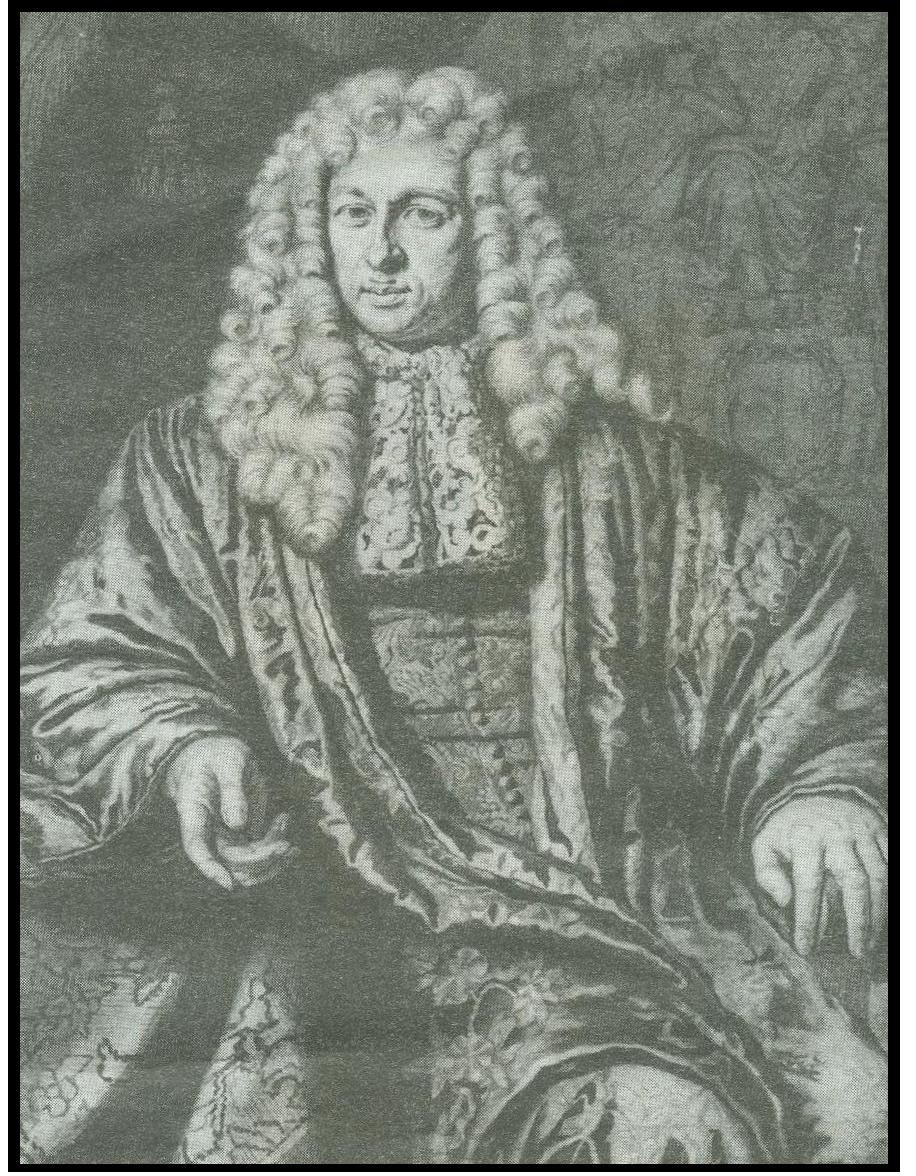
Portret met bef en Japanse rok door Michiel van Musscher, 1688

Witsen begon zijn politieke carrière als een tegenstander van de machtige Gillis Valckenier. Hudde en Witsen namen de positie van Coenraad van Beuningen over in de vroedschap toen die steeds onberekenbaarder werd.
Witsen raakte in gewetensnood toen hij in 1688 de overtocht van Willem III van Oranje naar Engeland moest steunen, teneinde daar Jacobus II van Engeland, de katholieke koning en Willems schoonvader, van de troon te stoten. Volgens de diplomaat Hans Willem Bentinck, de Graaf van Portland was Witsen een van de gevoeligste mensen die hij kende. In 1689, in het kader van de Glorious Revolution, ging hij als extra-ordinaris ambassadeur met stadhouder/koning mee naar Engeland.
Witsen raakte niet lang daarna in verlegenheid door een prent van Romeyn de Hooghe. Hij was niet het enige mikpunt van de oranjegezinde kunstenaar. De burgemeesters besteedden 12.000 gulden aan proceskosten om De Hooghe veroordeeld te krijgen voor spionage, sodomie, incest, of uitgave van pornografie.
Tijdens het Aansprekersoproer in 1696 bleven Witsen en burgemeester Corver op hun post in het stadhuis. In 1697 regelde hij een stage voor tsaar Peter de Grote op scheepswerven van de VOC tijdens diens Grote Ambassade. Samen bezochten ze Frederik Ruysch.
In 1702 was Witsen betrokken bij de onderhandelingen tussen Frederik I van Pruisen met de Staten-Generaal over de nalatenschap van de koning-stadhouder. In 1704 werd hij ambachtsheer van Amstelveen. Na te zijn binnengehaald via de Amstel logeerde John Churchill, de overwinnaar van de Slag bij Blenheim, bij Witsen thuis. Witsen was betrokken bij de erfenis van Johan van Scharphuizen, de gouverneur van Suriname en plantage-eigenaar. Zijn neef Jonas Witsen huwde de schatrijke erfgename en plantersdochter, inwonend bij Witsen. Na de dood van Johannes Hudde in 1704 en de opkomst van Joan Corver was zijn rol uitgespeeld. Raadspensionaris Heinsius deed nog een hernieuwde poging Witsen weg te promoveren door hem aan te bieden curator van de Leidse universiteit te worden, maar Witsen weigerde wederom. Het was hem vergund nog één jaar aan de macht te blijven, maar na 1 februari 1706 was het, na 24 jaar tot de regerende burgemeesters behoord te hebben, definitief gedaan met zijn politieke carrière.
Als apocrief verhaal wordt verteld dat de tsaar in 1717 aan Witsens sterfbed zat.

## Als verzamelaar

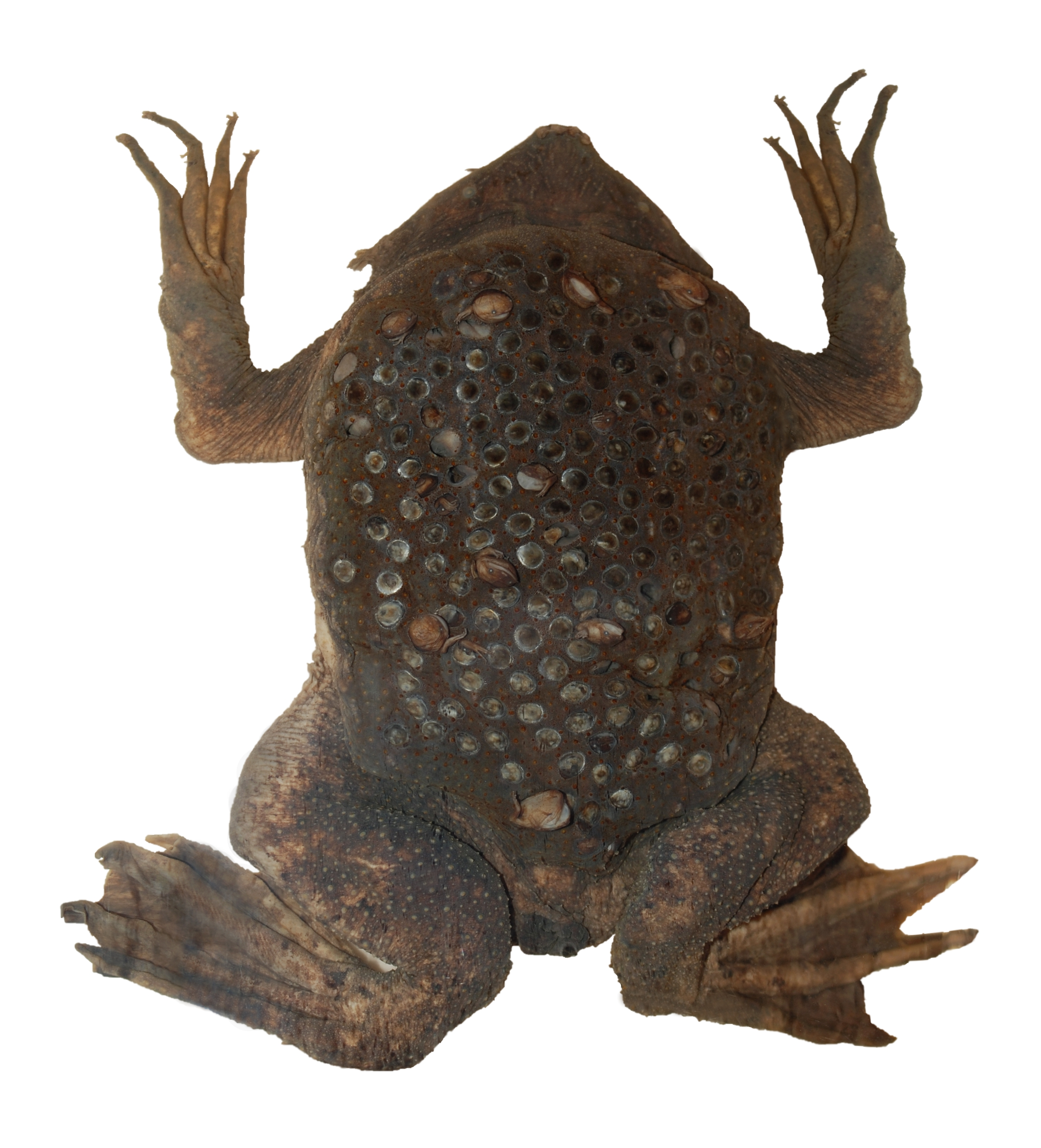
De Surinaamse pipa pipa

Witsen was een verwoed verzamelaar van rariteiten in zijn kunst- en rariteitenkabinet. In zijn huis, Herengracht 440, gelegen in de Gouden Bocht, had hij een belangrijke collectie schelpen, koralen en dierpreparaten, waaronder veel insecten en de zeer gewilde Surinaamse pipa pipa. Verder edelstenen, munten, bodemvondsten, schilderijen, beelden, wapens, porselein, lakwerk, boeken en tekeningen. Ook was hij de eerste grote verzamelaar van Aziatische kunst in Noord-Europa. Hij toonde zijn verzameling aan Cosimo III de' Medici. Witsen had veel contact met de prentenverzamelaar Michiel Hinloopen en zijn neef Jonas over hun kunst. Hij bezat een woordenlijst van het Hottentots, afkomstig van Georg Friedrich Wreede, de gouverneur van Nederlands Mauritius en een opmerkelijke brief van de vorst op Bali aan Willem van Outhoorn.
Hij was verder een van de eerste eigenaren van een tong en een vinger die afkomstig zouden zijn van respectievelijk Johan de Witt en zijn broer Cornelis, die beiden in 1672 vermoord werden.
Gerard de Lairesse, Witsen en zijn neef Jonas waren actief betrokken bij de kunstkamer in het Stadhuis op de Dam, georganiseerd door Ludolf Bakhuizen, een succesvolle schilder van zeestukken.
Maria Sibylla Merian kreeg toegang tot zijn verzameling alvorens naar Suriname te vertrekken en in het voorwoord van Metamorphosis insectorum Surinamensium noemt ze terloops de gebrekkige systematiek van de collectie. In 1713 schonk Nicolaes Witsen twee koffieplantjes aan de Hortus Botanicus Amsterdam, die met succes in Suriname werden uitgezet. Johannes Burman baseerde zijn botanische werk op de verzameling van Witsen. De gambist en componist Johan Schenck droeg zijn Op. 2  Tyd en konst-oeffeningen op aan Nicolaes Witsen.
Meer in het algemeen begon in de laatste decennia van de zeventiende eeuw een transformatie van de in Nederland aanwezige verzamelingen van een collectie rariteiten naar een naturaliënkabinet. Eigenaren begonnen oog te krijgen voor een didactische functie van hun collecties. Er was sprake van een wat ruimer en liberaler toegangsbeleid. Men legde zich bij het verzamelen beperkingen op, omdat men zich begon te realiseren dat maar een heel klein deel van het mogelijke tentoon te stellen was.  Bij Witsen is die ontwikkeling afwezig, hij had nog het streven om de totale schepping van God in kaart te brengen.

## Als wetenschapper
Als burgemeester van Amsterdam gedroeg Witsen zich ook als beschermheer van de kunsten en wetenschappen. Aan het ontwerp van de vesting Naarden werd gewerkt door Nicolaas Witsen en Adriaan Dortsman. Witsen had contact met de schilder Jan de Bray, die een plan ontwierp om de zoetwatervoorziening van de stad Amsterdam te verbeteren. Jan van der Heyden publiceerde in 1690 samen met zijn broer Bericht Wegens de Nieuw geïnventeerde En Geoctroyeerde Slangbrandspuiten: Uitgevonden door Jan en Nicolaes van der Heyden. Het boek is opgedragen aan Witsen. De burgemeesters waren onder de indruk en in elk van de zestig wijken werd een nieuwe spuit opgesteld. Hij onderhield contacten met enkele Duitse geleerden, zoals Leibniz, en met Antonie van Leeuwenhoek uit Delft.
46 personen hebben boeken aan hem opgedragen; een van de eersten was de geschiedschrijver Olfert Dapper in 1663 met zijn "Historische Beschrijving der Stadt Amsterdam". Verder de broer van de wereldreiziger Johan Nieuhof, die in zijn verslag de schepen in China beschreef. Witsen nam de Chinese vaartuigen op in zijn boek.
Witsen zou contact hebben gehad met Cornelis de Bruijn over diens voorgenomen reis naar Persepolis en met Peter Kolbe over zijn reis naar de Kaapkolonie. De eerste uitgave in het Jakoets zou een deel van een werk van Witsen zijn.
Witsen was onder meer gefascineerd door linguïstische aspecten; hij had dan ook bij de arabist Jacobus Golius gestudeerd. Witsen was geïnteresseerd in vertalingen van het Onzevader in zoveel mogelijk talen. Dit vanwege zijn pogingen sporen te vinden die zouden aantonen dat de mensheid tot aan de Babylonische spraakverwarring één taal hadden gesproken. Engelbert Kaempfer, een correspondent van Witsen,  schreef in zijn studie over Japan dat de inwoners daar afgestamt zyn van de eerste inwoonders van Babel en dat hun taal het resultaat was van de vreesselyke verwarring der taalen. Witsen hield vast aan een traditionele exegese van de band tussen Bijbel en naturalia.  
Dat uitte zich ook in zijn obsessie met de  zondvloed. In tegenstelling tot bijvoorbeeld Isaac Vossius, die  concludeerde dat de zondvloed slechts een regionaal verschijnsel moest zijn geweest, blijft Witsen die in de traditionele bijbelse voorstellingen plaatsen. Naar aanleiding van de vondst van resten van olifanten (mammoeten) in zo'n koud land als Siberië schreef hij: hoe konden die daer anders sijn gekomen, als bij aendrijving ter tijt der Suntvloet.

## Publicaties
Witsen schreef een overzichtswerk van alles wat het schip betreft (twee edities: 'Scheepsbouw en Bestier' uit 1671, en 'Architectura Navalis' uit 1690), een commentaarboek op zijn kaart van Siberië en omstreken ('Noord en Oost Tartarije'; hiervan verschenen drie edities: in 1692, in 1705, en postuum in 1785), de desbetreffende kaart (waarvan twee edities bekend zijn: van 1687/1690 en 1698), een serie regionale kaarten van Siberië alsmede kaarten van de wateren rond Texel.
- Nicolaas Witsen Moscovische Reyse 1664-1665. Red. Th.J.G. Locher en P. de Buck (Den Haag 1966 - 1967) 3 delen
- Scheepsbouw en Bestier (Amsterdam 1671; facsimilé herdruk 1994)
- Architectura Navalis et Regimen Nauticum ofte Aaloude en Hedendaegsche Scheeps-bouw en Bestier (Amsterdam 1690; in facsimileherdruk 1970)
- Noord en Oost Tartarye, ofte bondig ontwerp van eenige dier landen en volken, welke voormaels bekent zĳn geweest : beneffens verscheide tot noch toe onbekende, en meest nooit voorheen beschreve Tartersche en naaburige gewesten, landstreeken, steden, rivieren, en plaetzen, etc. (1692; tweede vermeerderde druk 1705. )